# 菊地泰智
菊地 泰智（きくち たいち、1999年5月7日 - ）は、埼玉県さいたま市出身のプロサッカー選手。Jリーグ・名古屋グランパス所属。ポジションはミッドフィールダー（MF）。

## 来歴
ジュニアおよびジュニアユースの時期は、浦和辻サッカー少年団、浦和レッズジュニアユースでプレー。高校では流通経済大学付属柏高等学校に進学し、2017年度のインターハイ優勝に貢献。その年の第96回全国高等学校サッカー選手権大会では10番を背負い、チームの同大会準優勝に貢献し、
優秀選手の一人に選ばれた。
高校卒業後は流通経済大学に進学し、1年生のころから高校でも同期だった宮本優太らとともに活躍。2021年5月、Jリーグ・サガン鳥栖への加入が内定した。
2022年シーズンよりサガン鳥栖に入団。2月19日、サンフレッチェ広島との開幕戦で開幕スタメンを飾った。
2024年7月22日、名古屋グランパスへ完全移籍で加入。9月18日、明治安田J1リーグ第29節アルビレックス新潟戦でプロ初ゴールを記録。

## 所属クラブ
- 浦和辻サッカー少年団
- 浦和レッズジュニアユース
- 流通経済大学付属柏高等学校
- 流通経済大学
- 2022年 - 2024年7月 サガン鳥栖
- 2024年7月 - 名古屋グランパス

## 個人成績
| 国内大会個人成績 | 国内大会個人成績 | 国内大会個人成績 | 国内大会個人成績 | 国内大会個人成績 | 国内大会個人成績 | 国内大会個人成績 | 国内大会個人成績 | 国内大会個人成績 | 国内大会個人成績 | 国内大会個人成績 | 国内大会個人成績 |
| 年度             | クラブ           | 背番号           | リーグ           | リーグ戦         | リーグ戦         | リーグ杯         | リーグ杯         | オープン杯       | オープン杯       | 期間通算         | 期間通算         |
| 年度             | クラブ           | 背番号           | リーグ           | 出場             | 得点             | 出場             | 得点             | 出場             | 得点             | 出場             | 得点             |
| 日本             | 日本             | 日本             | 日本             | リーグ戦         | リーグ戦         | リーグ杯         | リーグ杯         | 天皇杯           | 天皇杯           | 期間通算         | 期間通算         |
| ---------------- | ---------------- | ---------------- | ---------------- | ---------------- | ---------------- | ---------------- | ---------------- | ---------------- | ---------------- | ---------------- | ---------------- |
| 2019             | 流経大           | 7                | -                | -                | -                | -                | -                | 2                | 1                | 2                | 1                |
| 2021             | 流経大           | 7                | -                | -                | -                | -                | -                | 1                | 0                | 1                | 0                |
| 2022             | 鳥栖             | 23               | J1               | 27               | 0                | 3                | 0                | 2                | 0                | 32               | 0                |
| 2023             | 鳥栖             | 23               | J1               | 32               | 0                | 4                | 0                | 1                | 0                | 37               | 0                |
| 2024             | 鳥栖             | 23               | J1               | 21               | 0                | 2                | 0                | 1                | 0                | 24               | 0                |
| 2024             | 名古屋           | 33               | J1               | 12               | 1                | 5                | 0                | -                | -                | 17               | 1                |
| 2025             | 名古屋           | 33               | J1               |                  |                  |                  |                  |                  |                  |                  |                  |
| 通算             | 日本             | 日本             | J1               | 92               | 1                | 14               | 0                | 4                | 0                | 110              | 1                |
| 通算             | 日本             | 日本             | 他               | -                | -                | -                | -                | 3                | 1                | 3                | 1                |
| 総通算           | 総通算           | 総通算           | 総通算           | 92               | 1                | 14               | 0                | 7                | 1                | 113              | 2                |

出場歴
- Jリーグ初出場 - 2022年2月19日 J1第1節 サンフレッチェ広島戦 (エディオンスタジアム広島)
- Jリーグ初得点 - 2024年9月18日 J1第29節 アルビレックス新潟戦 (豊田スタジアム)

## タイトル

### クラブ
流通経済大学付属柏高等学校
- 全国高等学校総合体育大会サッカー競技大会（2017年）

流通経済大学
- 関東大学サッカーリーグ戦2部（2020年）
- 関東大学サッカーリーグ戦1部（2021年）

### 代表・選抜
関東大学選抜A
- デンソーカップサッカー（2021年）

### 個人
- 全国高等学校総合体育大会サッカー競技大会・優秀選手（2017年）
- 全国高等学校サッカー選手権大会・優秀選手（2017年）
- デンソーカップサッカー・ベストイレブン（2021年）